# Armadillo gegant
L'armadillo gegant (Priodontes maximus) és l'espècie més grossa d'armadillo. Anteriorment habitava amples regions de la jungla tropical de Sud-amèrica i actualment viu en hàbitats que arriben tan al sud com el nord de l'Argentina. L'espècie és considerada vulnerable.
Els adults solen pesar uns 27 kg i se n'ha trobat un exemplar salvatge que pesava 32 kg. La llargària típica és de noranta centímetres, dels quals entre un terç i dues cinquenes parts són de cua.
L'armadillo gegant prefereix preses com els tèrmits i algunes formigues i sol menjar-se la població sencera d'un niu de tèrmits.
L'armadillo gegant fou classificat com a espècie amenaçada a la Llista Vermella de la UICN del 2002 i apareix a l'Apèndix I (amenaçada d'extinció) de la CITES.
Hi ha un parc zoològic a Villavicencio, Colòmbia, anomenat Los Ocarros, dedicat a aquest animal.